# Raster Image Processor

Схема роботи RIP

Raster Image Processor (в перекладі з англ. обробник растрових зображень), так званий обчислювальний пристрій для обробки растрових зображень. Апаратне і/або програмне забезпечення, яке забезпечує перерахунок різних піксельних або векторних форматів, наявних в електронному документі, в єдиний піксельний масив даних, званий точковий малюнок (англ. bitmap). Цей масив включає практично опис і вказівки, відповідно до яких вивідний пристрій (принтер, експонуючий пристрій тощо) друкує або, навпаки, не друкує точки. Залежно від того, чи виконуються ці операції по інтерпретації, або перерахунку на спеціальному пристрої або на стандартній ПЕОМ за допомогою спеціального програмного модуля, розрізняють апаратний RIP (Hardware — RIP) або програмний RIP (Software — RIP). Поряд з RIP, що базується на програмному мові опису смуг PostScript — RIP, як, наприклад, програмне забезпечення — RIP Adobe CPSI (PostScript перекладач), існують також пристрої в інших програмних мовах опису смуг, як, наприклад, Hewlett Packard PCL або Xerox Інтерпресс.